# Tytuvėnų regioninis parkas
Tytuvėnų regioninis parkas este o arie protejată (sit de importanță comunitară — SCI) din Lituania întinsă pe o suprafață de 2.164,39 ha, integral pe uscat.

## Localizare
Centrul sitului Tytuvėnų regioninis parkas este situat la coordonatele 55°36′12″N 23°20′54″E / 55.6034°N 23.3484°E.

## Înființare
Situl Tytuvėnų regioninis parkas a fost declarat sit de importanță comunitară în aprilie 2022 pentru a proteja un număr necunoscut de specii din flora spontană și fauna sălbatică aflate în arealul zonei.

## Biodiversitate
Situată în ecoregiunea boreală, aria protejată conține 10 habitate naturale: Lacuri eutrofice naturale cu vegetație de tip Magnopotamion sau Hydrocharition, Lacuri și iazuri distrofice naturale, Fânețe de joasă altitudine (Alopecurus pratensis, Sanguisorba officinalis), Mlaștini turboase de tranziție și turbării mișcătoare, Izvoare fino-scandinave și mlaștini produse de izvoare bogate în minerale, Mlaștini alcaline, Păduri fino-scandinave bogate în ierburi cu Picea abies, Păduri caducifoliate de mlaștină fino-scandinave, Mlaștini împădurite, Păduri aluvionare cu Alnus glutinosa și Fraxinus excelsior (Alno-Padion, Alnion incanae, Salicion albae).
La baza desemnării sitului se află un număr nedeclarat de specii protejate.
Pe lângă speciile protejate, pe teritoriul sitului au mai fost identificate 2 specii de plante.